# John T. Graves

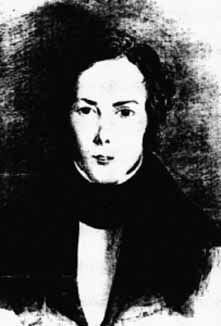
John T. Graves

John Thomas Graves, Esq. (1806 - 1870) was een Ierse jurist en wiskundige.
Hij was een vriend van William Rowan Hamilton en inspireerde naar men zegt Hamilton om de quaternionen te ontdekken. Zelf ontdekte hij de octonionen, die door hem octaven werden genoemd.